# John McCarthy (árbitro de AMM)
John Michael McCarthy, también conocido como John «Big John» McCarthy (12 de octubre de 1962), es un árbitro estadounidense de artes marciales mixtas (AMM) y locutor de Bellator MMA. McCarthy es conocido por arbitrar numerosos combates promovidos por Ultimate Fighting Championship (UFC), los que se remontan a UFC 2. Es coanfitrión del podcast de AMM y deportes de combate Weighing In con Josh Thomson.

## Biografía
El apodo de «Big John» surgió debido a su tamaño y estatura. Mide 1,90 m y pesa 118 k (6'3" y 260 libras), lo que normalmente lo hace más grande que la mayoría de los atletas a los que arbitra. Según una entrevista de UFC, el apodo se lo dio el cofundador y promotor de UFC, Art Davie. Según McCarthy, el apodo comenzó cuando levantó a la fuerza a Davie del suelo y lo sostuvo en el aire.

### Ultimate Fighting Championship
McCarthy fue el árbitro de más alto rango en el UFC y es muy conocido por su pronunciación de «Let's Get It On!», un eslogan creado por el árbitro de boxeo Mills Lane. McCarthy se desempeñó como uno de los árbitros principales de casi todas las peleas de UFC desde UFC 2 hasta UFC 77, y fue considerado una parte tan importante de UFC como el octágono mismo ya que fue la figura clave en la redacción del reglamento unificado para el deporte de AMM, que ahora es reconocido por ABC y las Comisiones Atléticas de América del Norte. Su pelea número 535 fue el evento principal en la final de The Ultimate Fighter: Team Hughes vs. Team Serra en Las Vegas, Roger Huerta contra Clay Guida. McCarthy se retiró brevemente después de esta pelea para seguir una carrera como comentarista de The Fight Network, pero volvió a oficiar solo un año después. Desde su regreso, McCarthy ha sido árbitro en varias promociones de AMM en todo el mundo, incluidas UFC, K-1, Strikeforce, Affliction, Bellator MMA y King of the Cage.
Su conexión con la UFC se atribuyó a su relación con la familia Gracie, particularmente con Rorion Gracie. McCarthy había estado entrenando jiu-jitsu brasileño con Rorion en la Academia Gracie en Torrance, California, a principios de la década de 1990, y fue designado instructor certificado «GRAPLE» (Gracie Resisting Attack Procedures for Law Enforcement) por la Academia Gracie en diciembre de 1993.
Cuando Rorion Gracie estaba creando su nueva promoción de peleas en 1993, McCarthy expresó interés en pelear en UFC, pero Gracie lo desaconsejó; sin embargo, debido a su experiencia en la aplicación de la ley, McCarthy fue visto como un hombre adecuado para arbitrar. Debutó en UFC 2: No Way Out, en 1994.
Los primeros eventos de UFC no contenían muchas reglas, por lo que el papel de McCarthy era solo supervisar la pelea y asegurarse de detenerla rápidamente cuando un competidor se rindiera, fuera noqueado o su esquina hubiera tirado la toalla. Aunque con opiniones desfavorables de los ejecutivos de UFC en la primera vez, después de UFC 2 McCarthy insistió en que los árbitros detuvieran el combate cuando un luchador no puede defenderse de manera inteligente.
El 31 de diciembre de 2004, McCarthy se desempeñó como árbitro de una pelea de K-1 PREMIUM 2004 Dynamite!! en el Domo de Osaka en Japón, entre la leyenda de AMM Royce Gracie y la leyenda del sumo Akebono Tarō.
El 12 de diciembre de 2015, McCarthy se desempeñó como árbitro de UFC 194 entre Conor McGregor y José Aldo, que se convirtió en la pelea por el título más corta (13 segundos) en la historia de UFC.
En 2018, McCarthy se retiró por segunda vez y se trasladó a Bellator MMA como comentarista.

## Premios y reconocimientos
- World MMA Awards
  - Árbitro del Año (tres veces: 2015, 2016 y 2017)[4][5][6]
- MMA Freak
  - MMA Freak Salón de la Fama Clase de 2013

## Autobiografía
El 1 de septiembre de 2011, se publicó la autobiografía de McCarthy, Let's Get It On - The Making of MMA and its Ultimate Referee.

## Cine y televisión
McCarthy apareció con el luchador retirado de AMM Bas Rutten en el video de New Found Glory «Listen to Your Friends», donde hace referencia a las peleas de AMM entre los miembros de la banda. El video musical, que se filmó el 5 de noviembre de 2008 en Los Ángeles, California, se estrenó el 9 de marzo de 2009. También apareció en el episodio «Super Cops» de Fight Science en National Geographic.
McCarthy también apareció en el episodio 24 de la tercera temporada «The One with the Ultimate Fighting Champion» de la serie de televisión Friends, donde interpreta al árbitro de un combate de UFC entre Tank Abbott y Jon Favreau.
McCarthy también se desempeñó como árbitro en la serie Bully Beatdown de MTV2, junto con el artista artista marcial mixto Jason «Mayhem» Miller.
McCarthy aparece en el documental de artes marciales mixtas Fight Life, la película fue dirigida por James Z. Feng y se estrenó en 2013.
También hizo un cameo como él mismo en la película de artes marciales mixtas Never Back Down 2.